# UAP Tower
L'  UAP Tower est un immeuble de 163 mètres de hauteur construit à Nairobi au Kenya de 2011 à 2016. 
Il abrite des bureaux sur 33 étages.
La hauteur du toit est de 143 mètres.  
C'est le 3° plus haut gratte-ciel du Kenya .